# Солера
Солера (исп. criaderas y soleras, от solera — «деревянное основание» и «criadera» — «ясли, инкубатор») — система старения (выдержки) жидкостей, классический вариант которой используется в Андалусии для производства хереса. Предполагает периодическое (как правило, ежегодное) частичное обновление жидкости в ёмкости (как правило, бочке) таким образом, чтобы конечный продукт представлял собой смесь из жидкостей разного года производства. Используется для производства не только вина (херес, мадера, марсала, малага, монтилья, жёлтое вино Юры, командария, мавродафни и т. д.), но и некоторых видов бренди, рома, виски, бальзамического уксуса, пива.
Несмотря на трудоёмкость, процесс периодического обновления жидкости в бочках позволяет обеспечить надёжное и предсказуемое качество продукта вне зависимости от колебаний погодных и иных условий в те или иные годы. Чем дольше используется солера — тем выше средний возраст жидкости в бочках и, соответственно, тем выдержанней (качественней) конечный продукт. В Испании говорят, что таким образом «молодые напитки делятся со старыми своей энергией и силой, а старые оставляют отпечаток своей мудрости и опыта на молодых».

## Устройство андалусской солеры
Дубовые бочки заливают вином (для хереса) или алкогольным дистиллятом (для хересного бренди) и устанавливают в 3—7 ярусов, образуя подобие пирамиды. Самый нижний ярус (ряд) называется «солера», в нём находится наиболее старое вино (бренди), которое(ый) по мере готовности отбирают для потребления. Бочки второго яруса носят название «первая криадера», третьего — «вторая криадера» и самый верхний ряд — «третья криадера». 

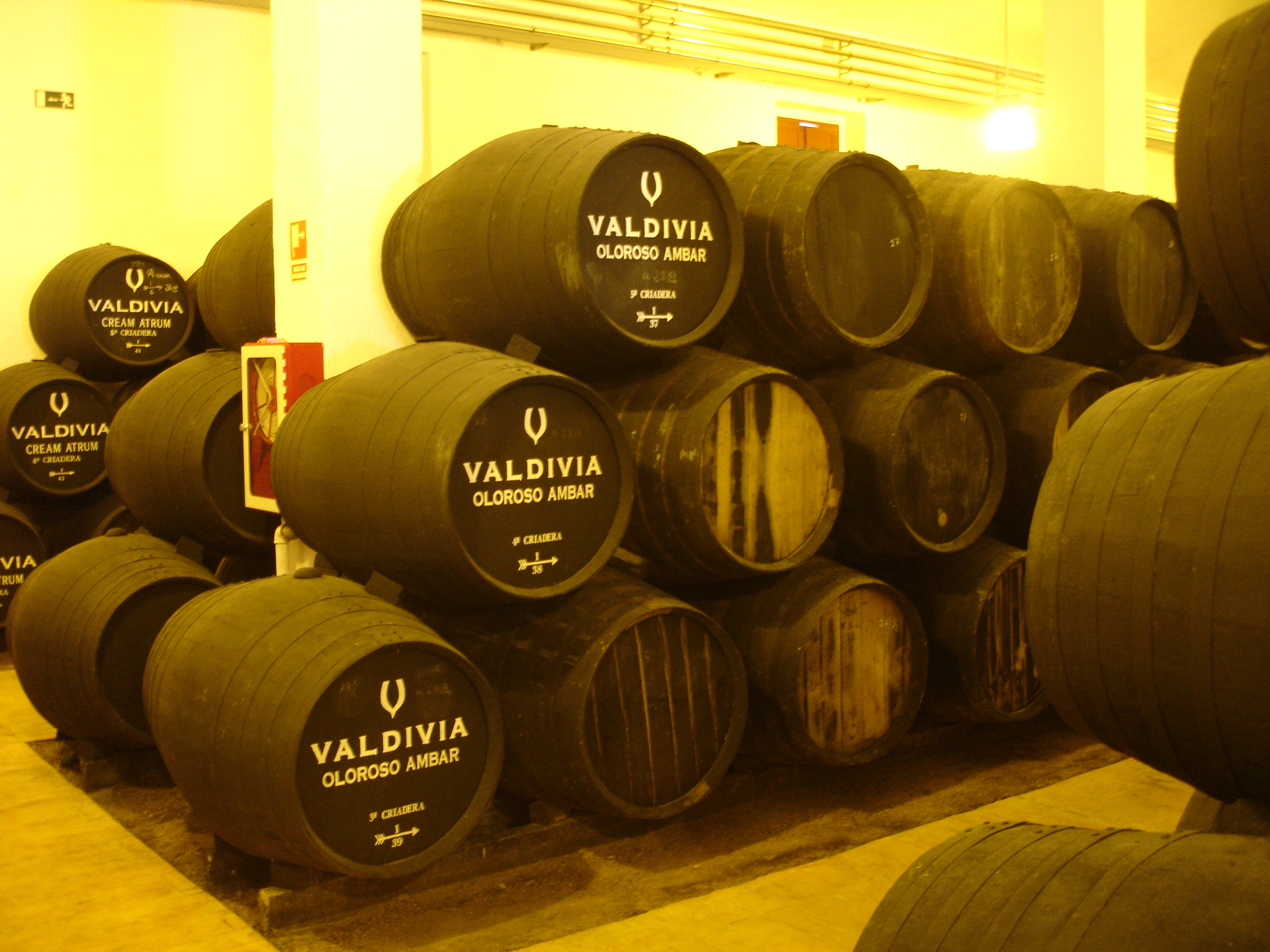
Хересовые бочки системы «солера»

Движение вина (алкогольного дистиллята) осуществляется следующим образом: отобранный объём вина (дистиллята) из солеры восполняется таким же объемом из «1-й криадеры», бочки «1-й криадеры» пополняются вином (алкогольным дистиллятом) из «2-й криадеры», 2-й — из 3-й и т. д. до последней «криадеры».
Когда херес (бренди) разливается в бутылки, извлекается часть содержимого каждой солеры (криадеры). В системе солера ни одна из бочек, никогда не опустошается полностью, а только на 1/3 или 1/4. В результате этой операции, всё содержимое бочек смешивается вместе и разливается по бутылкам (производится 3 — 4 раза в год). Количество, которое было изъято из бочек нижней солеры, замещается таким же количеством вина (бренди) из бочек верхней криадеры.
В итоге получается, что каждая из бочек в 1-й криадере частично опустошена, и количество замещается вином (бренди) из второй криадеры и так далее, и наконец самая последняя криадера заполняется молодым вином (алкогольным дистиллятом).
Преимущество выдержки вина (дистиллята) по системе солера в том, что она даёт возможность получить большие однородные партии вина (дистиллята) как по химическому составу, так и по органолептическим показателям, которые сохраняются из года в год.
С точки зрения сроков выдержки хересный бренди делится на три группы:
- Солера (Solera): выдержка происходит не менее шести месяцев.
- Солера Резерва (Solera Reserva): процесс выдержки не менее чем один год.
- Солера Гран Резерва (Solera Gran Reserva): выдерживается минимум три года. Средний период выдержки около восьми лет, в некоторых случаях — 12 лет.